# Saltörtskinnbagge
Saltörtskinnbagge (Orthotylus rubidus) är en art i insektsordningen halvvingar som tillhör familjen ängsskinnbaggar.

## Kännetecken
Saltörtskinnbaggen har en kroppslängd på 2,5 till 3,5 millimeter och en ovalt rundad kroppsform. Två färgvarianter förekommer, en med täckvingar mönstrade i rött och grått och en som är enfärgat mörk.

## Utbredning
Saltörtskinnbaggen finns i Europa, närmast Danmark och Tyskland, och österut till Kina. I Sverige har saltörtskinnbaggen hittats i Halland år 1969. Den har också rapporterats från Bohuslän på 1940-talet samt ett nyare fynd från 2014, men den tidigare fynduppgiften anses som något osäker.

### Status
I Sverige råder kunskapsbrist om situationen för saltörtskinnbaggen, men eftersom den endast är känd från ett fåtal platser i hela landet kan exploatering av dessa områden vara ett möjligt hot mot arten.

## Ekologi
Saltörtskinnbaggens habitat är saltkärr där det växer glasört, eftersom växtsaft från blad och stjälkar på denna ört är dess främsta föda. I Danmark har arten också hittats på sodaört, ogräsmållor och fetmållor. Som andra halvvingar har saltörtskinnbaggen ofullständig förvandling och genomgår utvecklingsstadierna ägg, nymf och imago. Inte mycket är känt om dess fortplantning i Sverige, men i England kan den troligtvis ha två generationer per år.